# Шейнаускас, Стасис Козиевич
Стасис Козиевич Шейнаускас (1917, деревня Кандренеляй (Kandrėnėliai), Новоалександровский уезд, Ковенская губерния — 13 октября 1944, деревня Плашкен (Plaschken), Восточная Пруссия) — советский литовский военный, участник Великой Отечественной войны, Герой Советского Союза.

## Биография

### Довоенные годы
Выходец из крестьянской семьи, работал в сельском хозяйстве. После присоединения Литвы к СССР устроился работать в милицию, поступил в органы НКВД Литовской ССР, занимал должность оперуполномоченного районного отдела НКВД.

### Великая Отечественная война
В начале войны Стасис был зачислен в истребительный батальон. После разгрома основных сил на Северо-Западном фронте с группой милиционеров после долгого похода по немецким тылам выбрался к частям РККА. Был эвакуирован в Костромскую область, проживал на станции Нея Северной железной дороги. В 1942 году был принят в ВКП(б).
В январе 1942 года Шейнаускас был призван в РККА, отправлен на фронт в декабре месяце. Служил наводчиком орудия 224-го артиллерийского полка, с декабря 1942 по август 1943 воевал на Центральном фронте, с октября 1943 года на 1-м Прибалтийском фронте. В январе 1944 года за боевые отличия был награждён медалью «За отвагу», второй медалью был награждён в сентябре 1944 года. В том же месяце в составе 16-й Литовской стрелковой дивизии участвовал в боях по освобождению Прибалтики и прорыве обороны на Кельме-Тильзитском направлении.
13 октября 1944 при продвижении сил Красной Армии к Неману в районе деревни Плайне (18 км к северо-западу от Тильзита) наступавшие части были контратакованы. Орудие младшего сержанта Шейнаускаса находилось в боевых порядках на позиции 3-й роты 67-го стрелкового полка. На него двинулись 13 танков в сопровождении пехоты. С дистанции 300—400 метров Стасис открыл огонь прямой наводкой, подбив два средних танка. Орудие осталось на месте даже после отступления пехоты. Вражескими снарядами у орудия была разбита панорама, весь расчёт погиб, а Шейнаускас получил тяжёлое ранение. Несмотря на боль, он продолжил вести огонь.
В результате последнего выстрела был подбит ещё один танк, но и сам младший сержант Шейнаускас был смертельно ранен осколком взорвавшегося рядом снаряда. Указом Президиума Верховного Совета СССР от 24 марта 1945 года «за образцовое выполнение боевых заданий командования на фронте борьбы с немецко-фашистским захватчиками и проявленные при этом мужество и героизм» младшему сержанту Шейнаускасу Стасису Козиевичу было посмертно присвоено звание Героя Советского Союза. В тот же день он был посмертно награждён орденом Ленина.

### Память
Стасис Шейнаускас похоронен на военном кладбище города Пагегяй (Пагегское самоуправление Литовской Республики). В честь Шейнаускаса были названы улицы в городах Купишкис и  Рокишкис, там же установлена мемориальная плита.